# Ди Бонавентура, Лоренцо
Лоренцо ди Бонавентура (англ. Lorenzo di Bonaventura; род. 1957) — американский кинопродюсер.

## Жизнь и карьера
В 1990-х был исполнительным продюсером компании Warner Bros Его компания, Di Bonaventura Pictures основана совместно со студей Paramount Pictures. Его срок пребывания в Warner Bros включал открытие и сопровождение Матрицы в производство, и покупка прав на экранизацию франшизы «Гарри Поттер» по книгам Джоан К. Роулинг.
Он намеревался получить права на экранизацию шестисерийных фантастических романов «Секреты бессмертного Николаса Фламеля» автора Майкла Скотта. Ди Бонавентура сказал, что "фантастические серии Скотта - это природная эволюция от «Гарри Поттера»".

### Личная жизнь
Его отец, Марио ди Бонавентура, который был дирижёром симфонического оркестра, отправил его в Гарвардский университет. Он позже получил степень MBA от университета Уортонской школы бизнеса в Пенсильвании.

## Фильмография
- Цена измены (2005)
- Doom (2005)
- Кровь за кровь (2005)
- Константин (2005)
- Звёздная пыль (2007)
- Трансформеры (2007)
- 1408 (2007)
- Стрелок (2007)
- Представь себе (2009)
- Трансформеры: Месть падших (2009)
- G.I. Joe: Бросок кобры (2009)
- Солт (2010)
- РЭД (2010)
- Трансформеры 3: Тёмная сторона Луны (2011)
- На грани (2012)
- Одержимая (2012)
- Побочный эффект (2013)
- Возвращение героя (2013)
- G.I. Joe: Бросок кобры 2 (2013)
- РЭД 2 (2013)
- Джек Райан: Теория хаоса (2013)
- Трансформеры: Эпоха истребления (2014)
- Джентльмен грабитель (2014)
- Глубоководный горизонт (2016)
- Трансформеры: Последний рыцарь (2017)
- Похищение (2017)
- Наёмник (2017)
- Дело храбрых (2017)
- Секретный агент (2017)
- Мег: Монстр глубины (2018)
- Бамблби (2018)
- Кладбище домашних животных  (2019)
- Тайны, которые мы храним  (2020)
- Бесконечность (2021)
- G.I. Joe: Бросок кобры. Снейк Айз (2021)
- Трансформеры: Восхождение Звероботов (2023)
- Кладбище домашних животных: Кровные узы (2023)
- Крушение (2023)
- Мег 2: Бездна (2023)
- Мадам Паутина (2024)
- Трансформеры Один (2024)